# 첸나이 슈퍼 킹스
첸나이 슈퍼 킹스(Chennai Super Kings)는 2008년 창단한 인도의 프로 크리켓팀이다. 첸나이시를 연고로 삼아 인디언 프리미어리그에 참가하고 있다.
이 팀은 인도 시멘트가 지주회사인 첸나이 슈퍼 킹스 크리켓 리미티드를 통해 소유하고 있다. 뭄바이 인디언스와 함께 기록적인 5번의 IPL 우승을 차지했고, 10번의 결승전에 참가했으며, 14시즌 중 12번 플레이오프에 진출해 다른 어떤 팀보다 많은 횟수를 기록했다. 이 팀은 창립 이래로 M. С. 도니는 현재 스티븐 플레밍의 코치를 받고 있다. 2022년 1월, CSK는 인도 최초의 유니콘 스포츠 기업이 되었다.
이 팀은 구단주가 2013년 IPL 베팅 사건 에 연루되어 2015년 7월부터 2년간 IPL 출전이 정지되었으며, 2018년 복귀 시즌에 우승을 차지했다. 또한, 2010년과 2014년에 챔피언스 리그 20세 이하 대회에서도 우승했다. 2022년 기준 약 11억 5천만 달러로 추정되는 두 번째로 가치 있는 IPL 프랜차이즈이다.
IPL 2024 경매에서 캡틴 M이 이끄는 첸나이 슈퍼 킹스는. С. Dhoni CSK는 Daryl Mitchell, Rachin Ravindra, Shardul Thakur, 사미르 리즈비, 무스타피주르 라흐만, 아바니 라오 아라벨리를 인수했다.
슈퍼 킹스의 홈 경기장은 첸나이에 위치한 유서 깊은 MA 치담바람 스타디움(일반적으로 '체푹'이라고 함)이다. 이 경기장은 전 BCCI 회장 M을 기리기 위해 명명되었다. А. 치담바람. 인도에서 가장 오래된 경기장 중 하나이며 지속적으로 사용되고 있다. 이 경기장은 타밀나두 크리켓 협회가 소유하고 있으며 2013년 5월 현재 50,000명을 수용할 수 있다. 2010 년에 경기장은 일부 경기를 개최하기 위해 대대적 인 리노베이션을 거쳤으며 2011 년 ICC 크리켓 월드컵. 리노베이션 기간 동안 수용 인원을 36,000명에서 50,000명으로 늘리고 스탠드 3개를 새로 건설했다.

## 성적
| 시즌  | 경기 | 승 | 패 | 취소 | 승률  | 정규시즌 순위 | 포스트시즌 성적 |
| ----- | ---- | -- | -- | ---- | ----- | ------------- | --------------- |
| 2008  | 14   | 8  | 6  | 0    | 0.571 | 3위           | 준우승          |
| 2009  | 14   | 8  | 5  | 1    | 0.571 | 2위           | 플레이오프 진출 |
| 2010  | 14   | 7  | 7  | 0    | 0.500 | 3위           | 우승            |
| Total | 42   | 23 | 18 | 1    | 0,561 |               |                 |